# Sam Fisher
Sam Fisher es un personaje ficticio y protagonista principal de la serie de videojuegos Splinter Cell. Es un exagente de una sección de la Agencia de Seguridad Nacional (NSA), llamada Third Echelon; fundador y líder de una nueva NSA, Fourth Echelon y también es un agente en el videojuego Tom Clancy's Rainbow Six: Siege.
Dada su habilidad para la infiltración en territorio enemigo sin ser detectado, es el principal agente de esta sección. Sus principales misiones son enfrentarse a grupos terroristas internacionales que planean atacar los Estados Unidos.

## Historia
Mientras Fisher se encontraba trabajando en una base de la fuerza aérea en Alemania, en la década de los 80, conoció a Regan Burns, y posteriormente se casó con ella en 1984. La pareja tuvo una hija llamada Sarah (16 de junio) de 1985. Después de un tiempo, Fisher y Regan se divorciaron y Regan regreso a EE. UU. y se cambió el apellido al que tenía cuando era soltera (cambió el de Sarah también). Más tarde, enfermó de cáncer de ovario, y Fisher fue a EE. UU. a tratar fallidamente de reconciliarse con ella. Regan Burns murió por el cáncer en 1989, quedando Fisher al cuidado de Sarah cuando ella tenía 4 años.
Su contacto en la NSA es el teniente coronel Irving Lambert, quien es su supervisor y director de operaciones en Third Echelon. Lambert es ayudado por otros miembros del equipo como Anna Grimsdóttír, Vernon Wilkes Jr (fallecido en 2005), quien fue suplantado temporalmente por Frances Coen (posteriormente Wilkes es remplazado por William Redding) y ha tenido amigos que han aparecido en algunas partes del juego como Douglas Shetland
En un principio, el brazo sigiloso de la NSA, el Third Echelon, no existía cuando Fisher se encontraba militarmente en activo. Pero el tiempo ha pasado, y alguien ha tenido la idea de ponerlo en funcionamiento. Siendo todavía un proyecto, Lambert sabía que el mejor hombre con el que podía contar para llevarlo al éxito era Sam Fisher, y por ello lo hizo llamar. Retirado desde hace unos cuantos años, Sam vive al margen de la sociedad, ha dejado de ser un protagonista oculto de las noticias de actualidad para convertirse en un observador en la distancia. El interés por la gloria ya ha pasado, y si acepta participar es porque sabe que toda la agencia confía en él, cree que la causa en necesaria y se ve con capacidad suficiente.
Sam ha evitado varios conflictos internacionales. Es el protagonista de los juegos más exitosos de Ubisoft: Splinter Cell Ubisoft nos ha ofrecido las aventuras de este espía: Splinter Cell, Tom Clancy's Splinter Cell: Pandora Tomorrow, Splinter Cell Chaos Theory, Splinter Cell Double Agent, Tom Clancy's Splinter Cell: Conviction y Tom Clancy's Splinter Cell: Blacklist. Todos los juegos están disponibles para casi todas las plataformas, incluida la PSP (Splinter Cell: Essentials).

## Habilidades
Fisher fue un soldado de los U.S. Navy Seals team 3 y del Grupo de Desarrollo Naval de Actividades Bélicas Especiales la Unidad de Élite de la Armada Norteamericana, antes de ser reclutado por Irving Lambert, con la finalidad de ingresar en una sección secreta de la NSA, conocida como Third Echelon. Sus habilidades son:
- SCUBA (Submarinismo con equipo).

- CQB (Close Quarters Battle, Combate Cerrado en Edificios, que es una de las situaciones más peligrosas para un militar).

- HAHO (High Altitude High Opening): Salto en paracaídas a gran altitud y abertura del paracaídas generalmente 10 o 15 segundos después de saltar,La técnica HAHO es empleada para desplegar personal a alta altitud cuando la nave puede volar sobre el cielo enemigo sin que signifique una amenaza para los saltadores; En un ejercicio HAHO común, el paracaidista salta de la nave y acciona su paracaídas a alta altitud, aproximadamente 10 o 15 segundos tras saltar (lo que supone estar a unos 8000 metros de altura). El saltador usa una brújula para guiarse mientras vuela una larga distancia. Se debe fijar en el terreno y sus puntos de referencia para navegar a la zona de aterrizaje deseada, y por el camino, corregir su rumbo debido a cambios en la dirección y velocidad del viento; se convierte en un complicado problema.

La técnica HAHO es también usada para desplegar equipos militares. El equipo salta de la nave y forma mientras descienden con sus paracaídas. Generalmente, el saltador en la posición más baja actúa de guía y dirige a sus compañeros.
- HALO (High Altitude Low Opening) la técnica se usa para descargar suministros, equipamientos o personal a alta altitud cuando el avión puede volar sobre el enemigo sin suponer un peligro para la carga; Para descarga de objetos, la carga es expulsada del avión con un paracaídas estabilizador. La carga cae hasta una baja altitud, y entonces un segundo paracaídas se abre, para permitir un aterrizaje a baja velocidad. El personal militar se moverá entonces al punto donde haya caído la carga para asegurarla, desempaquetarla, o lo que corresponda.

En un ejercicio HALO común, el paracaidista saltará de la nave, caerá durante un largo período, y abrirá su paracaídas a baja altitud.
- SAO (Entrenamiento de combate libre, existen varias variedades de SAO).

- KRAV MAGÁ (Arte marcial israelí directo, eficaz y contundente).

- SQT (SEAL Qualification Training).

- CAR (Center Axis Relock, sistema de disparo/combate ideado por Paul Castle).

- Domina los siguientes idiomas: ruso, inglés, coreano, persa, árabe, chino y español; en muchas ocasiones del juego se observan los interrogatorios que Fisher realiza a los guardias en su idioma nativo o como escucha las comunicaciones por radio interceptadas.

## Personalidad
La personalidad de Sam Fisher es sumamente compleja, lo que le da un aire más humano y de fragilidad. Su sentido del deber muchas veces lo lleva a afrontar situaciones que implican doblar al extremo sus fibras morales, pero todo esto es comprendido por él, al decir "para garantizar las vidas de muchos debo tomar la vida de unos cuantos".
Fisher posee un sentido del humor negro con algo de sarcasmo, pero como Irving Lambert ha dicho, parte de su humor es una manera de drenar la tensión de misiones en la cual puede perder su vida. Es una persona que tiende a ser muy proactiva, haciendo cosas aun cuando no se le han ordenado, cuando esto muchas veces le ha traído problemas con Lambert por ser además muy directo en sus comentarios y críticas a las misiones. 
Un ejemplo de esto lo podemos detallar en la Misión de Corea del Sur de Splinter Cell Chaos Theory, en la cual fueron derribados unos pilotos americanos. El debía destruir la aeronave a través de un misil dirigido por su persona. Si se desvía a la derecha de donde está la aeronave, Lambert lo llamará y le preguntará "Sam, que estás haciendo?", Fisher le contesta "Voy a echar un vistazo". Al recoger a uno de los pilotos y llevarlo a un sitio alejado de la explosión, Lambert le dirá "Demonios Sam, comprometes la misión" y Sam responde "no puedo dejarlo aquí cuando está con vida" y vuelve a buscar al otro. De regreso Lambert le recrimina su actitud diciéndole "No te darán una medalla por esto, ni siquiera existes", a lo que Fisher contesta "Lambert las medallas no son las que me quitan el sueño por la noche", un claro ejemplo de la humanidad de su carácter.
Otro ejemplo que ya dejaba entrever este rasgo de su personalidad lo encontramos en el primer juego de la saga, Splinter Cell. En la misión de la Comisaría de Policía tiene que interrogar a un contacto de la NSA que se encuentra medio asfixiado en una casa en llamas y a punto de perecer. Tras aportar la información que Sam necesita, el personaje, Thomas G. Gurgenidze, expira. Sam dice "Lambert, ¿Tenemos recursos para evacuar a este hombre?" a lo que Lambert responde "Deja el cadáver para el fuego, así habrá que dar menos explicaciones a la familia".
Y en la misión de Kinshasa en Splinter Cell Double Agent donde Sam es enviado como guardaespaldas para el Líder terrorista "Emile Dufraisne", se debe cruzar un tiroteo entre soldados rebeldes y del gobierno. Una mujer nativa se encuentra atascada en un camión por lo que Fisher se decide a salvarla.

## Lugares en los que ha estado

### Norteamérica

#### Estados Unidos
- Sam Fisher es visto con frecuencia de visita en el cuartel general de Third Echelon y de la NSA.
- En Splinter Cell, Sam Fisher realiza el entrenamiento en "la Granja" de Camp Peary, en Virginia.
- En Splinter Cell, Sam Fisher se ve obligado a infiltrarse en la sede de la CIA, en Langley, Virginia.
- En Splinter Cell, Sam Fisher se infiltra en Kalinatek.
- En Splinter Cell: Pandora Tomorrow, Sam Fisher se ve obligado a infiltrarse en el Aeropuerto Internacional de Los Ángeles, en Los Ángeles.
- En Splinter Cell: Chaos Theory, Sam Fisher irrumpe en un apartamento de Manhattan, Nueva York, para obtener información sobre unas posibles hostilidades ciberterroristas.
- En Splinter Cell: Chaos Theory, Sam Fisher se infiltra en la sede de Displace International, con el fin de obtener información sobre un presunto complot de asesinato.
- En Splinter Cell: Double Agent, Sam Fisher está detenido en una cárcel de Kansas para ayudar a infiltrarse en una organización terrorista y construir una historia de portada.
- En Splinter Cell: Double Agent, la organización terrorista en la que se ha infiltrado Sam Fisher se encuentra en Nueva Orleans y la ciudad de Nueva York. Varias misiones tienen lugar en la sede.
- En Splinter Cell: Double Agent, la organización terrorista en la que se ha infiltrado Sam Fisher le da órdenes de secuestrar un tren en la ciudad de Nueva York.
- En Splinter Cell: Conviction, Third Echelon captura a Sam Fisher en la mansión de Andry Kobin y se lo lleva a un aeródromo a las afueras de Washington.
- En Splinter Cell: Conviction, Sam Fisher va al monumento a Washington a reunirse con su viejo amigo Víctor Coste.
- En Splinter cell: Conviction, Sam Fisher es enviado al laboratorio Withebox para conseguir información sobre los PEM (Armas de Pulso ElectroMagnético).
- En Splinter Cell: Conviction, Sam Fisher es enviado al monumento a Lincoln, a espiar la conversación que tiene lugar entre Lucius Galiard y Tom Reed.
- En Splinter Cell: Conviction, Sam Fisher va a las oficinas de Third Echelon a buscar a Tom Reed, donde descubre el oscuro secreto de su compañera e infiltrada en Third Echelon, Anna Grimsdottir.
- En Splinter Cell: Conviction, Sam Fisher va al depósito de Michigan Ave a destruir los cargadores de los PEM y a salvar a una científica de los laboratorios Withebox, lugar en el que nuevamente se encuentra con Sarah Fisher.
- En Splinter Cell: Conviction, Sam Fisher va a la Casa Blanca, con Víctor y con Sarah, pero caen en un teatro cuando su helicóptero es derribado por un misil.
- En Splinter Cell: Conviction, Sam Fisher va a la Casa Blanca donde están Anna, Tom Reed y la presidenta Caldweel.

#### Canadá
- En Splinter Cell: Fallout, Sam Fisher se infiltra en la casa de uno de los señores del crimen de Montreal, Quebec.

#### México
- En Splinter Cell: Double Agent, Sam es enviado a volar un crucero frente a las costas de Cozumel.
- En Splinter Cell:Double Agent , Sam es enviado a infiltrarse en un crucero en Veracruz.
- En Splinter Cell: Blacklist, Sam repele el ataque de los ingenieros en la península de Yucatán

### América Central

#### Panamá
- En Splinter Cell: Chaos Theory, Sam Fisher irrumpe en un banco de la Ciudad de Panamá para recuperar información sobre las actividades terroristas.
- En Splinter Cell: Chaos Theory, se puso de manifiesto que Sam Fisher formó parte de la invasión a Panamá durante la Operación Just Cause.
- En Splinter Cell: Chaos Theory, Sam Fisher se infiltra en el barco María Narcisa y mata a Hugo Lacerda.

### América del Sur

#### Perú
- En Splinter Cell: Chaos Theory, Sam Fisher se infiltra en el campamento de la guerrilla en el norte del Perú.

Colombia:
- En Splinter Cell: Essentials, Sam Fisher rescata a su comandante Douglas Shetland de la guerrilla de las FARC.

Bolivia:
- En un DLC del videojuego Tom Clancy's Ghost Recon Wildlands, se infiltra en una base de la unidad para recuperar información robada de la CIA y recibe apoyo de los Ghost

Paraguay:
- En Splinter Cell Blacklist, Sam se infiltra en la mansión de Nouri para interrogarlo, en Ciudad del Este, Paraguay.

### Europa

#### Francia
- En Splinter Cell: Pandora Tomorrow, Sam Fisher viaja a París para infiltrarse en un laboratorio de criogenia.
- En Splinter Cell: Pandora Tomorrow, Sam Fisher interroga a Norman Soth en un tren de alta velocidad que viaja de París a Niza.

#### Georgia
- En Splinter Cell, Sam Fisher viaja a través de la capital de Tbilisi y se infiltra en una comisaría de policía.
- En Splinter Cell, Sam Fisher se infiltra en el Ministerio de Defensa del país caucásico.
- En Splinter Cell, Sam Fisher se infiltra en el Palacio Presidencial de Georgia.

#### Islandia
- En Splinter Cell: Double Agent, Sam Fisher se infiltra en una planta geotérmica.

#### Rusia
- En Splinter Cell (PS2), Sam Fisher se infiltra en una planta de energía nuclear.
- En Tom Clancy's Splinter Cell: Operación Barracuda, Sam Fisher se infiltra en un hogar en Moscú.
- En Tom Clancy's Splinter Cell: Double Agent, Sam Fisher se infiltra en un petrolero de mercenarios rusos.

#### Serbia
- En Splinter Cell: Essentials, Sam Fisher se infiltra en un barco dirigido por soldados serbios.

#### Ucrania
- En Tom Clancy's Splinter Cell: Operación Barracuda, Sam Fisher se infiltra en un complejo militar fuera de Kiev.
- En Tom Clancy's Splinter Cell: jaque a Sam Fisher, Sam Fisher viaja a Chernobyl para localizar los componentes de un arma nuclear.
- En Tom Clancy's Splinter Cell: jaque a Sam Fisher, Sam Fisher visita la capital de Kiev por razones personales.

#### Malta
- En Tom Clancy's Splinter Cell: Conviction, Sam Fisher se infiltra en la casa del asesino de su hija en un museo abandonado en la ciudad de Valleta.

### Asia

#### Timor Oriental
- En Splinter Cell: Pandora Tomorrow, Sam Fisher es enviado a la Embajada de los Estados Unidos en Dili, Timor Oriental.

#### Japón
- En Splinter Cell: Chaos Theory, Sam Fisher se infiltra en una villa en Hokkaidō.
- En Splinter Cell: Chaos Theory, Sam Fisher se infiltra en unos baños de Tokio para obtener información sobre una empresa de mercenarios.
- En Splinter Cell: Chaos Theory, Sam Fisher se infiltra en la I-SDF, con sede en Tokio.

#### Corea del Norte
- En Splinter Cell: Chaos Theory, Sam Fisher se infiltra en una base militar de Corea del Norte para investigar un secuestro de misiles.

#### Corea del Sur
- En Splinter Cell: Chaos Theory, después de que Corea del Norte invada Corea del Sur, Sam Fisher atraviesa Seúl en guerra para recuperar datos críticos.

#### República Popular China
- En Splinter Cell: Double Agent, Sam Fisher supervisa una operación antiterrorista en Shanghái.
- En Tom Clancy's Splinter Cell: jaque a Sam Fisher, Sam Fisher se infiltra en una oficina en Hong Kong.
- En Tom Clancy's Splinter Cell: Operación Barracuda, Sam Fisher pasa un prolongado tiempo en Hong Kong debido al desmantelamiento de una red delictiva.
- En Splinter Cell: jaque a Sam Fisher, Sam Fisher se infiltra en un astillero.

#### Myanmar
- En Splinter Cell, Sam Fisher se infiltra en la Embajada de China en la capital de Rangún.
- En Splinter Cell, Sam Fisher se infiltra en un antiguo matadero para rescatar a algunos soldados americanos y dignatarios chinos capturados por los terroristas.

#### Indonesia
- En Splinter Cell: Pandora Tomorrow, Sam Fisher se infiltra en un astillero en Komodo.
- En Splinter Cell: Pandora Tomorrow, Sam Fisher se infiltra en una estación de televisión en Yakarta.
- En Splinter Cell: Pandora Tomorrow, Sam Fisher se infiltra en un campamento rebelde.

#### Azerbaiyán
- En Splinter Cell (novela), Sam Fisher visita Bakú, Azerbaiyán.
- En Splinter Cell, Sam Fisher se infiltra en una plataforma petrolífera.

#### Kirguizistán
- En Splinter Cell: Fallout, varias misiones de Sam Fisher tienen lugar en Kirguiszitán.

### África

#### Senegal
- En Splinter Cell se puso de manifiesto que cuando Sam Fisher era un U.S. Navy Seal, ayudó a eliminar a un traficante de armas francés.

República Democrática del Congo:
- En Splinter Cell: Double Agent, Sam Fisher actúa como guardaespaldas del líder de la organización terrorista cuando viaja a Kinshasa.

### Oriente Medio

#### Afganistán
- En una fecha no confirmada, se supo que Sam Fisher sirvió en Afganistán.

#### Israel
- En Splinter Cell: Pandora Tomorrow, Sam Fisher viaja a Jerusalén, en Israel, para identificar un agente biológico peligroso

#### Kuwait
- En Splinter Cell, Lambert menciona que Sam Fisher estuvo operando en Kuwait. Más tarde, en Splinter Cell: Chaos Theory, se revela un posible fracaso de Sam Fisher en una misión de Kuwait durante la Guerra del Golfo.

#### Catar
- En Splinter Cell: jaque a Sam Fisher, Sam Fisher visita brevemente una base de la Fuerza Aérea, cerca de Doha.

#### Emiratos Árabes Unidos
- En Splinter Cell: jaque a Sam Fisher, Sam Fisher sigue unas pistas de ciberterroristas escondidos en el Burj al-Arab, en la capital de Dubái.

#### Irán
- En Splinter Cell (novela), Sam Fisher visita Irán.

#### Turquía
- En Splinter Cell (novela), Sam Fisher visita la sede en Turquía de "Akdabar Industries" y se reúne con Namik Basaran, el presidente de Akdabar.

#### Irak
- En Splinter Cell: Conviction, Sam Fisher es capturado por soldados iraquíes a las afueras de Diwaniya para sacarle información a base de tortura, siendo salvado por su amigo y compañero Víctor Coste.

- Datos: Q1143987